# Xisco Pires
Francisco Manuel "Xisco" Pires Costa (* 25. ledna 1998) je andorrský fotbalový brankář, který hraje na pozici brankáře za klub FC Ordino a andorrský národní tým.

## Reprezentační kariéra
Pires debutoval v reprezentaci Andorry 7. října 2020 v přátelském zápase proti Kapverdám, který skončil domácí prohrou 1:2.

## Statistiky

### Reprezentační
Platí k zápasu hranému 11. června 2024.
| Andorra | Andorra | Andorra |
| Rok     | Zápasy  | Góly    |
| ------- | ------- | ------- |
| 2020    | 1       | 0       |
| 2021    | 1       | 0       |
| 2022    | 0       | 0       |
| 2023    | 0       | 0       |
| 2024    | 2       | 0       |
| Zápasy  | 4       | 0       |